# Campeonato Mundial de Esquí Alpino de 1937
El VII Campeonato Mundial de Esquí Alpino se celebró en la localidad alpina de Chamonix (Francia) en 1937 bajo la organización de la Federación Internacional de Esquí (FIS) y la Federación Francesa de Esquí.

## Resultados

### Masculino
| Evento    | Oro                  | Plata                                                          | Bronce                 |
| --------- | -------------------- | -------------------------------------------------------------- | ---------------------- |
| Descenso  | Emile Allais Francia | Maurice Lafforgue · Francia / · Giacinto Sertorelli · Italia · | —                      |
| Eslalon   | Emile Allais Francia | Wilhelm Walch · Austria ·                                      | Roman Wörndle Alemania |
| Combinado | Emile Allais Francia | Maurice Lafforgue Francia                                      | Willi Steuri · Suiza · |

### Femenino
| Evento    | Oro                    | Plata                    | Bronce                   |
| --------- | ---------------------- | ------------------------ | ------------------------ |
| Descenso  | Christl Cranz Alemania | Nini Arx-Zogg · Suiza ·  | Käthe Grasegger Alemania |
| Eslalon   | Christl Cranz Alemania | Käthe Grasegger Alemania | Lisa Resch Alemania      |
| Combinado | Christl Cranz Alemania | Nini Arx-Zogg · Suiza ·  | Käthe Grasegger Alemania |

## Medallero
| Núm. | País      | Oro | Plata | Bronce | Total |
| ---- | --------- | --- | ----- | ------ | ----- |
| 1    | Francia   | 3   | 2     | 0      | 5     |
| 2    | Alemania* | 3   | 1     | 4      | 8     |
| 3    | Suiza     | 0   | 2     | 1      | 3     |
| 4    | Austria   | 0   | 1     | 0      | 1     |
|      | Italia    | 0   | 1     | 0      | 1     |
|      | TOTAL     | 6   | 7     | 5      | 18    |

(*) - Época del Tercer Reich.